# محاصره سمرقند (۱۴۹۷)
در ماه مهٔ ۱۴۹۷ برابر با شعبان ۹۰۲ دو ارتش بابر و سلطان علی با کامیابی شهر سمرقند را که تحت فرمانروایی سلطان بایسنقر میرزا بود، محاصره و تصرف کردند. ولی پس از چهار ماه به سبب فقدان غنایم جنگی و رخ دادن توطئه در پایگاه نیروهای او در اَنْدیجان، ناگزیر سمرقند را رها و اندیجان را تصرف کرد. ولی تصرف اندیجان نیز دیر نپایید؛ پس از زمانی کوتاه، مغولانی که تحت فرماندهی تَنْبَل «اسماً» از جهانگیر برادر بابر پشتیبانی می‌کردند، شهر را بازپس گرفتند.

## شهربند
این نخستین تلاش بابر برای پیوست کردن پایتخت پدربزرگش تیمور لنگ به قلمرو خود بود. او ارتش خود را به سوی سرزمین تحت فرمان‌روایی سلطان بایسنقر میرزا رهبری کرد و پس از کامیابی‌های فراوان، در یام دهکده‌ای نه چندان دور از سمرقند، اردو زد.
بابر از یام اردوگاه خود را به یورات خان منتقل کرد، ایستگاهی در چهار یا پنج مایلی شهر که چهل یا پنجاه روز در آنجا بود. بسیاری از اقدامات شدید با تلفات قابل توجه از سوی هر دو ارتش انجام شد. در یکی از این موارد به دعوت خیانت‌کارانهٔ برخی از اهالی شهر، او برای غافل‌گیری، شبانه به شهر نیرو فرستاد. ولی در کنار «غار عاشقان» در دام کمینی افتاد که به دنبال آن برخی از دلیرترین سربازانش کشته شدند و برخی دیگر اسیر و سپس کشته شدند.
در حالی که او در آنجا ماند، ساکنان کل قلمرو همسایه (سرزمین تحت فرمانروایی سلطان بایسنقر میرزا)، بجز سمرقند که تحت محاصره بود، تسلیم شدند و سنگرهای خود را به او واگذار کردند.
بابر از ایستگاه یورات‌خان ابتدا به سمت چمنزار کولبه و در کنار تپه کوهیک در آن سوی شهر به راه افتاد.
هنگامی که مردم سمرقند ارتش را در حال حرکت از یک جا به جای دیگر دیدند پنداشتند در حال عقب‌نشینی است و از کامیابی احتمالی خود شادمان شدند. آنها شمار فراوانی از سربازان و شهروندان را به سمت دو پل گذر از رودخانهٔ کوهیک که امروزه زرافشان نامیده می‌شود جلب کردند.
بابر با دیدن این حرکت ، منتظر لحظهٔ مطلوبی ماند که دستور دهد سواره نظام، چیره بر آنها شود. این دستور با کامیابی اجرا شد و شماری از نیروهای رقیب کشته و زخمی شدند و بسیاری، چه اسب‌ها و چه سواران‌شان، به اسارت درآمدند. با افسران رده بالا و سربازان برپایهٔ آداب معمول آن زمان رفتار شد. ولی این تندروی به شهروندان تعمیم داده نشد. به محاصره‌کنندگان اجازه داده می‌شد بدون مخالفت حتی تا خندق پیشروی کنند و مواد غذایی را از پای دیوارها حمل کنند.
اما خود شهر تسخیر نشد و دوباره زمستان نزدیک می‌شد. بابر با این همه مصمم شد که سرزمین را ترک نکند.
پس تصمیم گرفت که از شهر جدا شود و در برخی از دژهای همسایه اردوگاه‌های موقت برای نیروها ایجاد کند، به این معنی که آنها هنوز می‌توانند سمرقند را در محاصره نگه دارند. با این همه برخی افسران مردان‌شان را به شهرهای دورتری می‌بردند تا از خوابگاه‌های بهتر زمستانی بهرمند شوند و این‌گونه، ارتش تا اندازه‌ای پراکنده شد.

## تلاش ازبکان برای کمک
در این زمان حساس، یورش ازبک‌ها به درخواست سلطان بایسنقر میرزا، تحت فرماندهی شیبک خان، (که در آینده دشمن کینه‌توز بابر می‌شد)، رخ داد.
بابر، اگرچه نیروهایش پراکنده بودند، تصمیم به نشان دادن چهره‌ای دلیرانه گرفت، سپاهیانی را که با او بودند در صف قرار داد و برای روبرو شدن با دشمن به راه افتاد.
شیبک خان که امید داشت او را غافل‌گیر کند، او را در حالت آماده‌باش یافت، اقدام به خطر نکرد و به سوی سمرقند پا پس کشید.
سلطان بایسنقر میرزا هم که انتظار گره‌گشایی بسیار موثرتری را از یک کمک‌رسانی نیرومند داشت، از نتیجه ناامید و نگران بود و نمی‌توانست احساسات خود را پنهان کند. پس آنگونه که باید و شاید به پیشباز شیبک خان نرفت.
و ازبکان نیز که نیرومندی دشمنان و ناتوانی هم‌پیمانان خود را در طی لشگرکشی کوتاه خود دیدند، پس از چند روز به ترکستان بازگشتند.
این نخستین نمود دشمنانهٔ آن مرد برجسته است که پس از آن تأثیر بسیاری بر سرنوشت بابر و سمرقند گذاشت.

## سرنگونی شهر
بایسنقر:
سمرقند اکنون به مدت هفت ماه تحت محاصره بود. بایسنقر میرزا آخرین امید خود را برای دریافت کمک و ورود ارتش ازبکان از دست داده بود.
بایسنقر که ناامید بود کشور و پادشاهی خود را رها کرد و تنها به همراه چند پیرو به راه افتاد و به قندوز افغانستان رفت.
قندوز که در آن سوی آمو دریا میان بلخ و بدخشان قرار دارد در اختیار خسرو شاه بود که اسماً تابع سلطان مسعود میرزا از حصار بود.
اما از زمان عقب‌نشینی مسعود از حصار با او اختلاف داشت و در واقع از او مستقل بود.
مسعود میرزا نمی‌توانست چنین تصوری داشته باشد که برادر و رقیب او بتواند با یک پشتیبان ترسناک مانند خسرو شاه هم‌پیمان شود. بایسنقر از تلاش‌هایی که برای بدست آوردنش توسط مسعود میرزا در جریان بود به‌سختی گریخت، البته نه بدون از دست دادن چندین نفر از پیروانش که به دست مسعود افتادند.
اما سرانجام وی موفق شد در آنجا به قندوز برسد و مورد خوش‌آمدگویی خسرو شاه قرار گیرد.
خسرو شاه که اگرچه وزیر ارشد پدرش بود و در آن زمان غرق در نقشه‌های قدرت و تسخیر خود بود، بایسنقر میرزا را ابزاری مناسب برای بلندپروازی خود قلمداد می‌کرد.
بابر:
بابر بی آنکه خبر گریز بایسنقر را شنیده باشد از قلمروی خود به سرعت به سمت سمرقند شتافت و بدون مخالفت شهر را گرفت.
به نظر نمی‌رسد سلطان علی میرزا در این معاملات سهیم بوده باشد، زیرا در هنگام محاصره هیچ اشاره‌ای به وی نشده‌است.
بابر، چه به دنبال یک پیمان ویژه و چه در پی فعالیت برتر خود، به تنهایی به شهر درآمد.
سلطان علی پیش از این، برخی از مناطق وابسته به ویژه در همسایگی بخارا را تسخیر کرده بود و همچنان به حفظ مالکیت آنها و همچنین آن شهر ادامه می‌داد.
سمرقند شهری که داشتنش پاداشِ پایداریِ بابر جوان بود، یکی از سرمایه‌دارترین و پرجمعیت‌ترین شهرهای در آن زمان در جهان بود.
این شهر پایتخت تیمور بود و هنوز هم میان کشورهایی که گشوده بود برجستگی خود را حفظ کرده بود.

## پیامد
هر دوی بیگ‌ها و سربازان (که منتظر یک غارت پروپیمان بودند که به نوعی پاداش زحماتی بود که در یک محاصرهٔ طولانی متحمل شده‌بودند) بسیار ناراضی و ناراحت شدند هنگامی‌که فهمیدند شهر از تداوم محاصره‌ای که در اصل برای آن آماده نشده بود، فرسوده شده‌است.
این کشور با حرکات ارتش‌های متخاصم برای دو تابستان پی‌درپی ویران شد و به چنان وضع نابسامانی دچار شده‌بود که جای اینکه از کشتزارهای حاصل‌خیز پیرامون آن تدارکات تهیه شود، خودش نیازمند شده‌بود و کاملاً بایسته بود که دولت برای کاشت زمین‌های مردم ذرت دانه‌ای به مردم بدهد و سایر وسایل برای ادامه زندگی تا زمان برداشت محصول به مردم بدهد.
گرفتن کمک برای ارتش خود از چنین کشوری همان‌گونه که بابر نیز اذعان می‌داشت ناممکن بود.
در نتیجه سربازان او بسیار در معرض پریشانی قرار گرفتند و وی هیچ وسیله‌ای برای برآوردن خواسته‌های آنها نداشت. مردان شروع به رها کردن و بازگشت به شهرهایشان نمودند. سرمشقی که سوی سربازان ارائه شد، به زودی حتی توسط رهبرانشان دنبال شد.
همهٔ  سوارکاران مغول بابر گریختند و در پایان، سلطان احمد تنبل، یک نجیب‌زادهٔ  مغول از رنک یک در اندیجان، او را مانند بقیه رها کرد و به شهرش بازگشت.
احمد تنبل قیام کرد و پادشاهی فرغانه خود را به دست گرفت و از جهانگیر میرزا برادر بابر به عنوان پادشاه جدید (اسما) پشتیبانی کرد و اوزون حسن نیز به وی پیوست.
شورشیان اندیجان را محاصره کردند. هنگامی که بابر برای بازیابی پادشاهی ازدست‌رفتهٔ خود در حال پیمودن راه به سوی فرغانه بود، سپاهیانش در سمرقند ترکش کردند و او را نه در سمرقند و نه در فرغانه همراهی ننمودند.
او هنگامی که در سال ۱۵۰۰ میلادی قصد داشت سمرقند را پس بگیرد، متوجه شد که محمد شیبانی، به سمت شهر روانه شده‌است.